# Bergheim (Edertal)
Bergheim is een plaats in de Duitse gemeente Edertal, deelstaat Hessen, en telt 1050 inwoners.

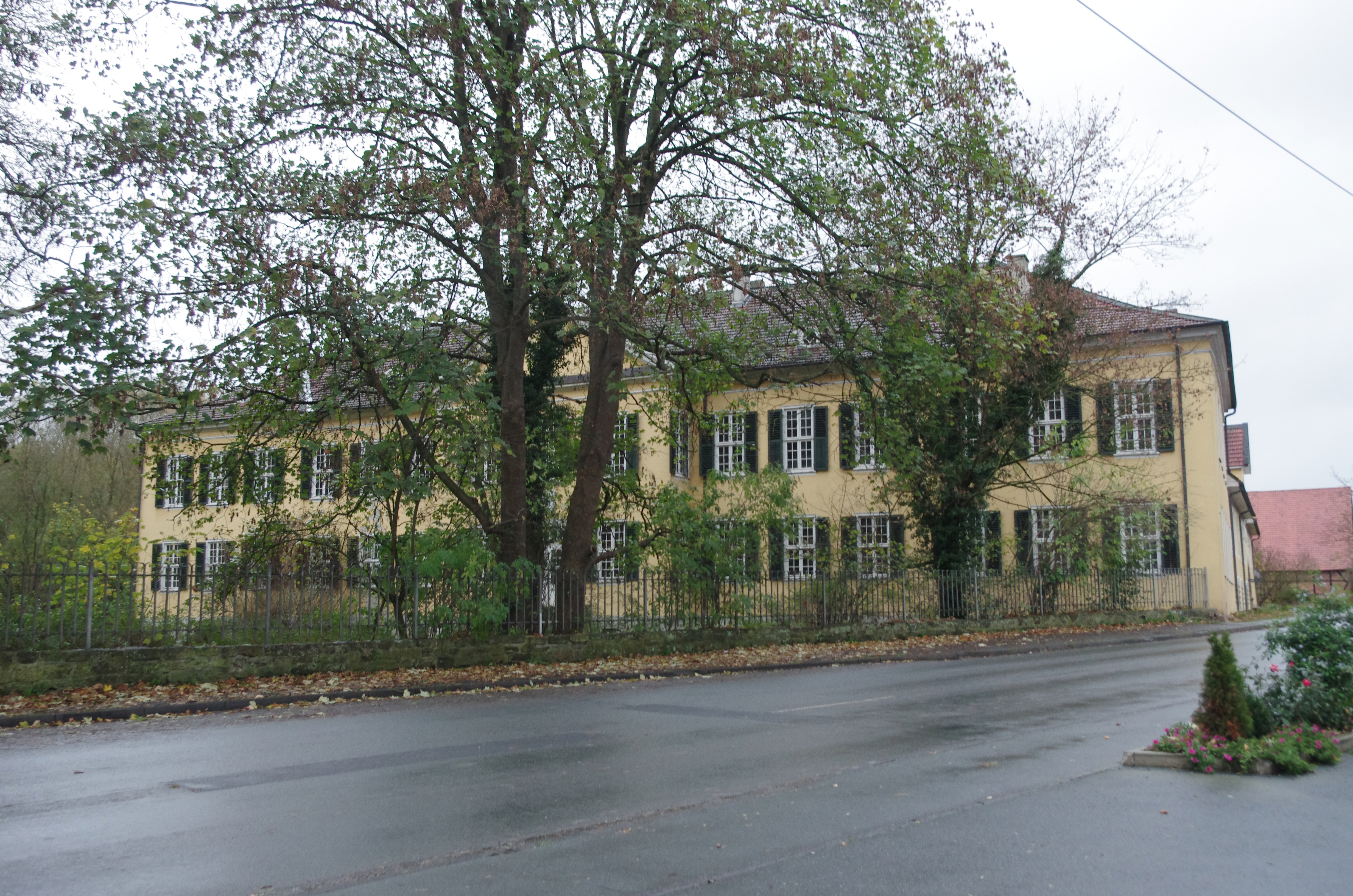
Slot bij Bergheim
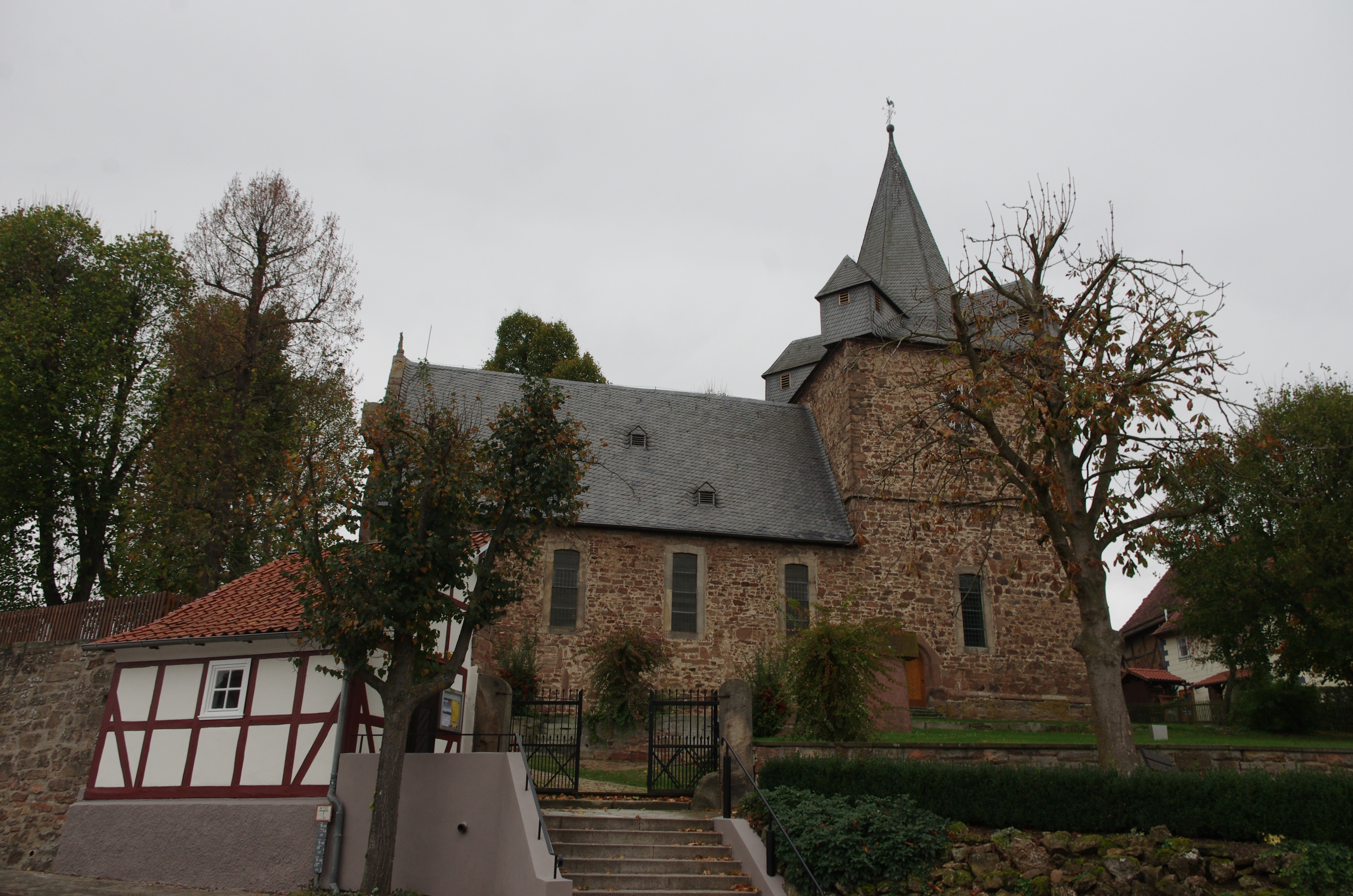
Kerk in Bergheim